# Hyperolius bobirensis
Hyperolius bobirensis és una espècie de granota de la família dels hiperòlids que viu a Ghana.
Està amenaçada d'extinció per la pèrdua del seu hàbitat natural.